# Górliz
Górliz (em castelhano) ou Gorliz (em basco) é um município da Espanha na província da Biscaia, comunidade autónoma do País Basco. Faz parte da comarca de Uribe e tem 10,29 km² de área.[carece de fontes?] Em 2021 tinha 6 022 habitantes (densidade: 585,2 hab./km²).